# Nowe Miasteczko
Nowe Miasteczko [ˈnɔvɛ mʲasˈtɛt͡ʂkɔ], tyska: Neustädtel, är en stad i västra Polen, belägen i distriktet Powiat nowosolski i Lubusz vojvodskap. Tätorten hade 2 868 invånare år 2014, och utgör centralort i en stads- och landskommun med totalt 5 513 invånare samma år.

## Historia
Orten omnämns första gången i dokument utfärdade av hertigen Henrik III av Glogów i slutet av 1200-talet. Troligen kallades bosättningen tidigare Pelachow, men redan 1296 används namnet districtus Nowestatensis. Staden växte fram som en marknadsplats vid handelsvägen mellan Crossen an der Oder och Breslau. Från år 1331 tillföll Neustädtel tillsammans med delar av hertigdömet Glogów kungariket Böhmen. Fram till 1386 styrdes staden direkt under hertigdömet, senare tillföll den den lokala riddarsläkten Wirsing. Från 1649 tillhörde den jesuitklostret i Wartenberg. Efter österrikiska tronföljdskriget tillföll staden kungariket Preussen, och 1773 kom staden direkt under kungligt styre efter jesuitordens upplösning i Preussen. I juli 1804 drabbades staden av en större översvämning, och mellan 1806 och 1808 marscherade över 60 000 soldater genom staden under Napoleonkrigen.
Staden påverkades endast i mindre omfattning av industrialiseringen, då både järnvägen Breslau-Berlin och järnvägen Breslau-Stettin ej drogs genom staden, på grund av de höga priser som markägarna utkrävde.
Fram till 1945 var Neustädtel del av Landkreis Freystadt (dagens Kożuchów) i Regierungsbezirk Liegnitz.
Staden klarade sig undan förstörelse under andra världskriget. Efter Röda arméns intåg 1945 kom staden att tillfalla Folkrepubliken Polen genom Potsdamöverenskommelsen. Den tysktalande delen av befolkningen fördrevs västerut och staden döptes officiellt om till den polska namnformen Nowe Miasteczko.

## Sevärdheter
- Stadskyrkan S:a Maria Magdalena, uppförd på 1300-talet, med barockinteriör.
- Den tidigare protestantiska kyrkan, uppförd 1784-1785 i klassicistisk stil.
- Ruiner av kapell från 1400-talet.
- Rådhuset i renässansstil, uppfört 1664-1665 och ombyggt på 1700-talet och 1800-talet.
- Borgarhus från 1700-talet.
- Judiska kyrkogården